# Hans Modrow
Hans Modrow (Jasenitz, Pomerània, 27 de gener de 1928 — 11 de febrer de 2023) fou un polític alemany, darrer president comunista del Consell de Ministres de la RDA i membre del Partit Socialista Unificat d'Alemanya (SED). Des de 2003 és president d'honor del PDS, conegut actualment com a Partit de l'Esquerra (Die Linke).
Modrow va néixer a la ciutat de Jasenitz, coneguda avui dia com a Jaisienica i situada a Polònia. Va ser soldat de l'Exèrcit alemany durant la Segona Guerra Mundial i presoner de guerra fins al 1949. Aquell mateix any s'afilià al Partit Socialista Unificat d'Alemanya (SED). Dins del partit i sota el govern de la RDA va desenvolupar una llarga carrera política. Va ser diputat a la Cambra del Poble i com a primer secretari del partit a Dresden, el 1973 hi era el màxim dirigent. Es considerava un reformista, que volia modernitzar l'Alemanya de l'est des de l'interior. Ja el 1987 hi havia hagut, d'amagat d'Honecker, una trobada amb Vladímir Kriutxkov, home de confiança de Gorbatchev, Markus Wolf, l'excap de servei d'espionatge de la RDA, Günter Schabowski i el mateix Modrow per veure com aplicar la política de «perestroika» i «glàsnost» promoguda per Gorbatchev.
El 13 de novembre de 1989, després de la dimissió de Willi Stoph com a cap de govern, Modrow va ser l'escollit per a succeir-lo. El govern Modrow programà reformes per descentralitzar l'economia i democratitzar el sistema polític, inclosa la convocatòria d'eleccions en el curs de 1990. Va legalitzar les organitzacions, alliberar els presos polítics i iniciar el processament de Honecker i de catorze alts dirigents més del SED, acusats d'abús de poder i de corrupció. Va mantenir aquest càrrec fins a aquestes eleccions que van tenir lloc al març i que els demòcrata-cristians guanyaren. L'any 1993 va ser declarat culpable de frau electoral durant les eleccions municipals a Dresden de maig de 1989.
Després de la dissolució de la RDA, el 1990 Modrow va ser elegit diputat al Bundestag pel Partit del Socialisme Democràtic (PDS) i, posteriorment, eurodiputat entre 1999 i 2004.